# Holstentor

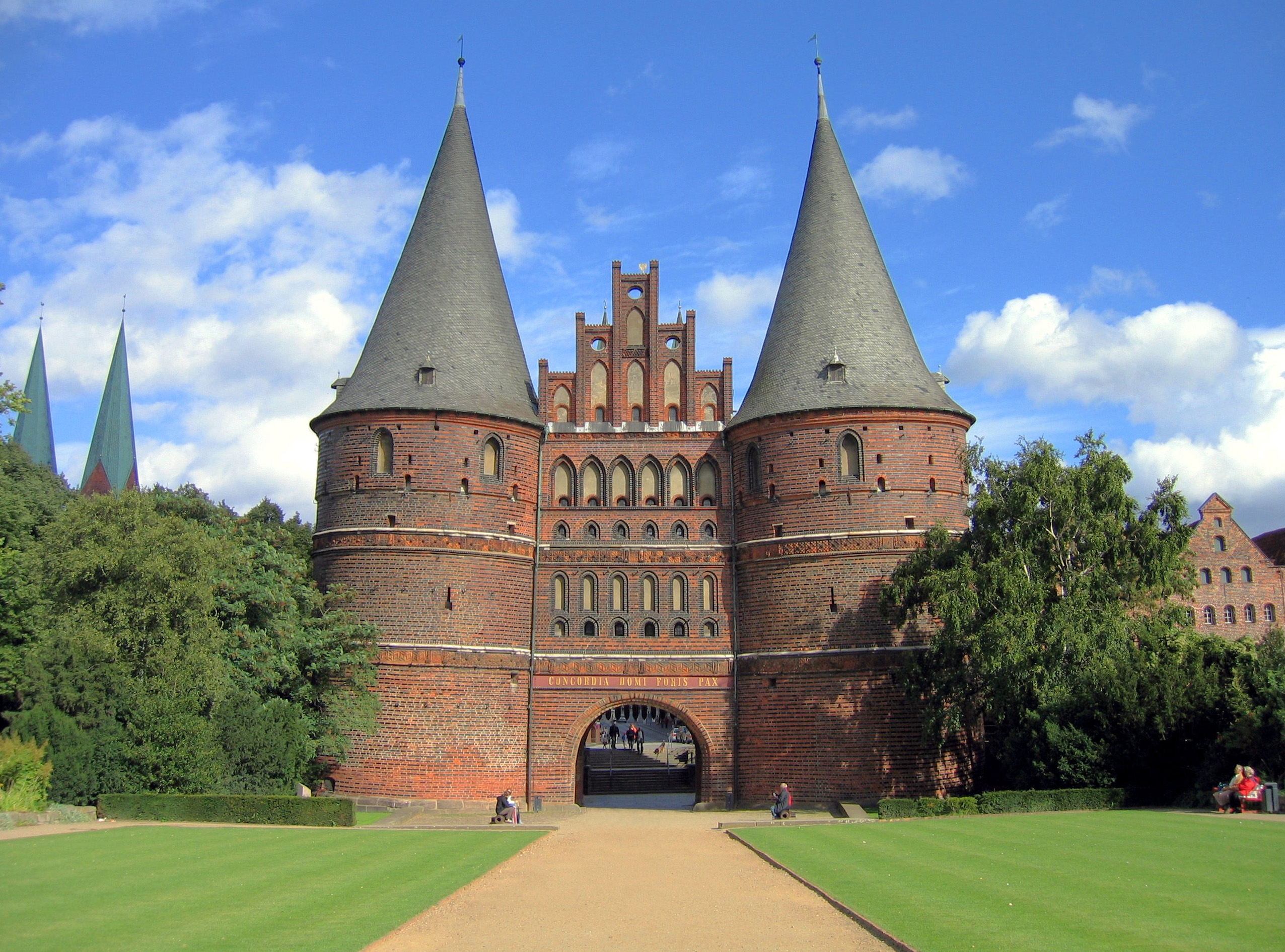
Holstentor.

Holstentor är en av Lübecks kvarvarande medeltida stadsportar, färdigställd 1478. Byggnadsverket består av två torn förbundna med en valvbågsport mellan dem. Huvudporten uppfördes av stadsbyggmästaren Hinrich Helmsted 1464–1478. En främre port uppfördes 1585 för att stärka försvaret av stadens västsida. Den togs senare bort.
Holstentor inrymmer sedan 1950 ett stadsmuseum.